# 味坂村
味坂村（あじさかむら）は、福岡県三井郡にあった村。現在の小郡市の一部。

## 地理
筑後川支流、宝満川の下流左岸に位置していた。

## 歴史

### 沿革
- 1889年（明治22年）4月1日 - 町村制の施行により、御井郡平方村、光行村、八坂村、上西鯵坂村（一部、字川向を除く）、下西鯵坂村、赤川村、御原郡福童村（一部、字小福童）が合併して村制施行し、御井郡味坂村が発足[1][2]。
- 1896年（明治29年）4月1日 - 郡の統合により三井郡に所属[1][3]。
- 1955年（昭和30年）3月31日 - 三井郡小郡町、三国村、立石村 、御原村と合併し、小郡町が存続して廃止された[1][2]

### 地名の由来
- 同地は沼が多くアジガモが群れ飛ぶ地との意味[1]。

## 交通

### 鉄道
- 1924年（大正13年）- 九州鉄道 福岡 - 久留米間が開通。味坂駅を開設[1]。